# Mellaubahn

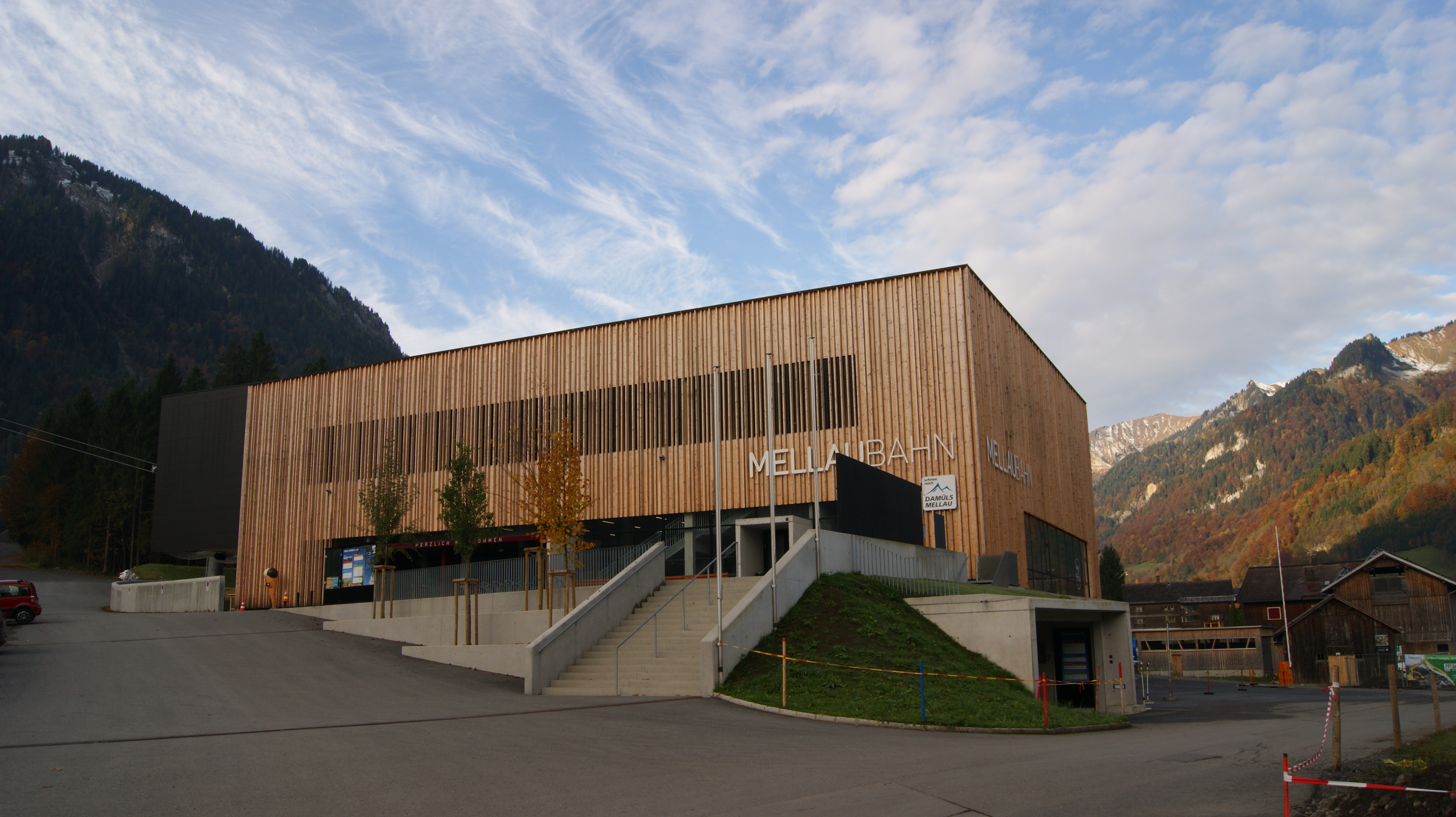
Mellaubahn Talstation

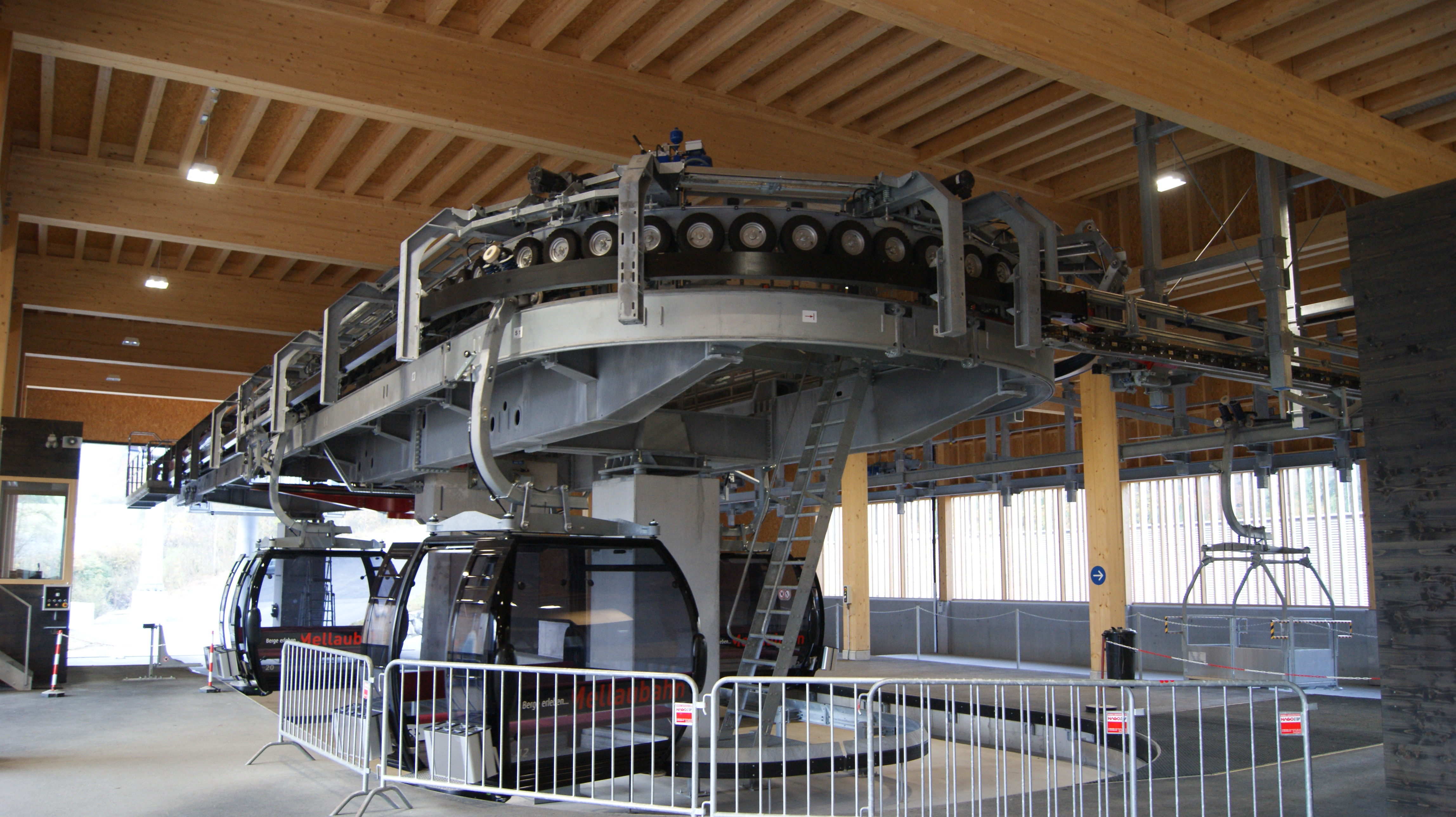
Einstieg bei der Mellaubahn Talstation

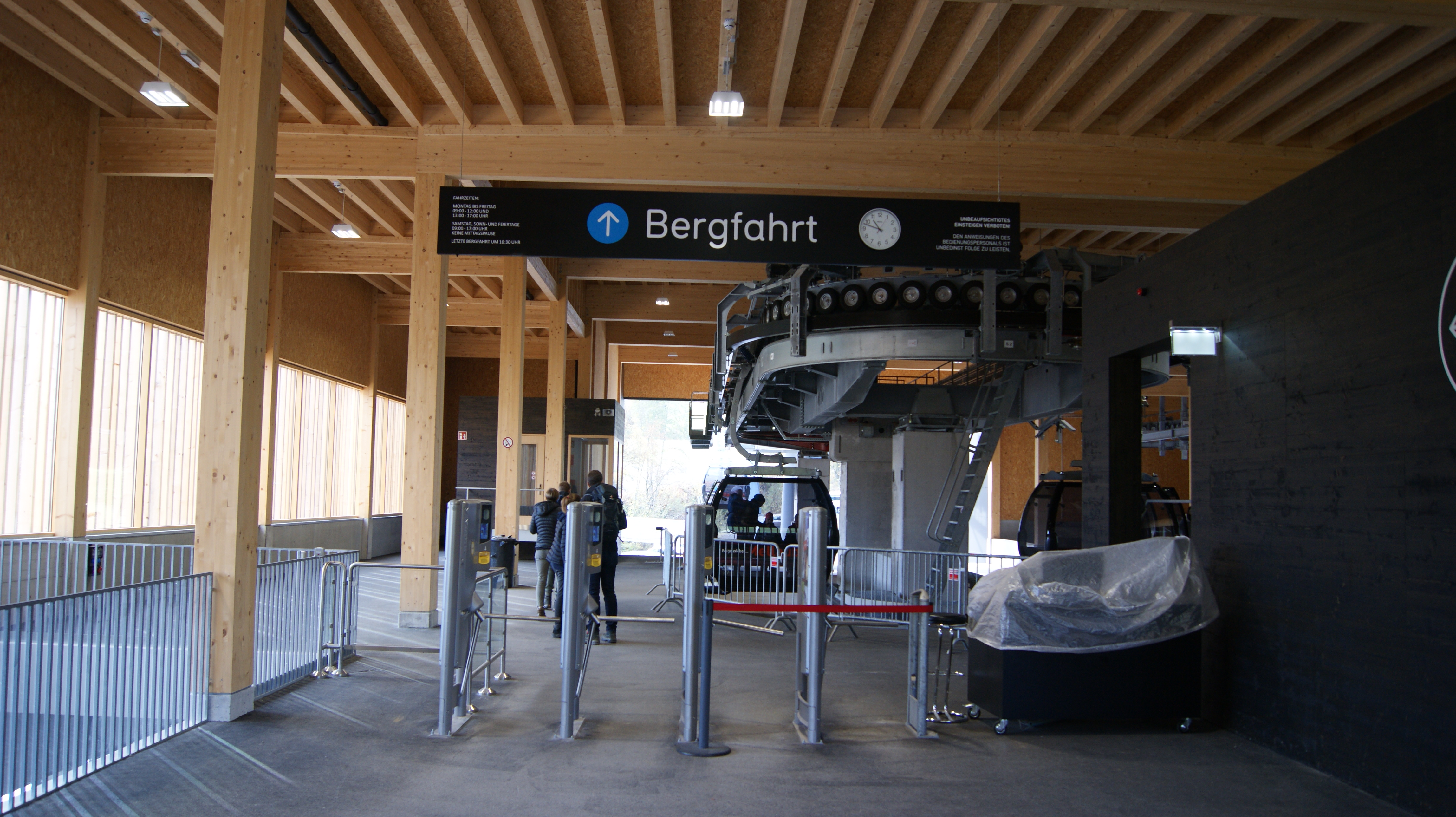
Zugangskontrolle bei der Mellaubahn Talstation

Die Mellaubahn ist eine Luftseilbahn (Einseilumlaufbahn) in Mellau im österreichischen Bundesland Vorarlberg und liegt etwa 650 m vom Ortszentrum entfernt am südöstlichen Rand des Ortes.
Die Mellaubahn verbindet eine Talstation auf 710 m ü. A. (Mellau) mit der Bergstation Roßstelle in 1392 m ü. A. Die Anlage befindet sich im Besitz der Bergbahnen Mellau GmbH & Co KG. Der Name der Seilbahn leitet sich vom gleichnamigen Ort ab.

## Geschichte
Seit 1972 bestand in der Nähe der heutigen Bahn eine Seilbahn, die 1982 von der Fa. Doppelmayr wesentlich umgebaut wurde und auch für die Fa. Doppelmayr eine ganz besondere Bedeutung hatte, da es die erste von diesem Unternehmen hergestellte kuppelbare Gondelbahn war. Im Sommer und Herbst 2015 wurde die Mellaubahn als Ersatz für die alte Seilbahn in Form einer Einseilumlaufbahn auf derselben Trassenführung neu errichtet. Nach Investitionen von etwa 20 Millionen Euro wurde die neue 10er Gondelbahn am 4. Dezember 2015 in Betrieb genommen.

## Technische Daten
Die Mellaubahn wurde 2015 nach langjähriger Diskussion und Vorbereitung in kürzester Zeit umfassend erneuert. Die Förderleistung galt seit Jahren als ungenügend, um dem Fahrgastaufkommen zu entsprechen. Durch den Umbau der Anlage wurde die Gesamtkapazität der Förderleistung der Anlage im Vergleich zur vorherigen auf rund das Dreifache gesteigert.

### Technische Daten der neuen Anlage
Die neue kuppelbare 10er Umlaufbahn wurde von der Doppelmayr in Wolfurt errichtet.

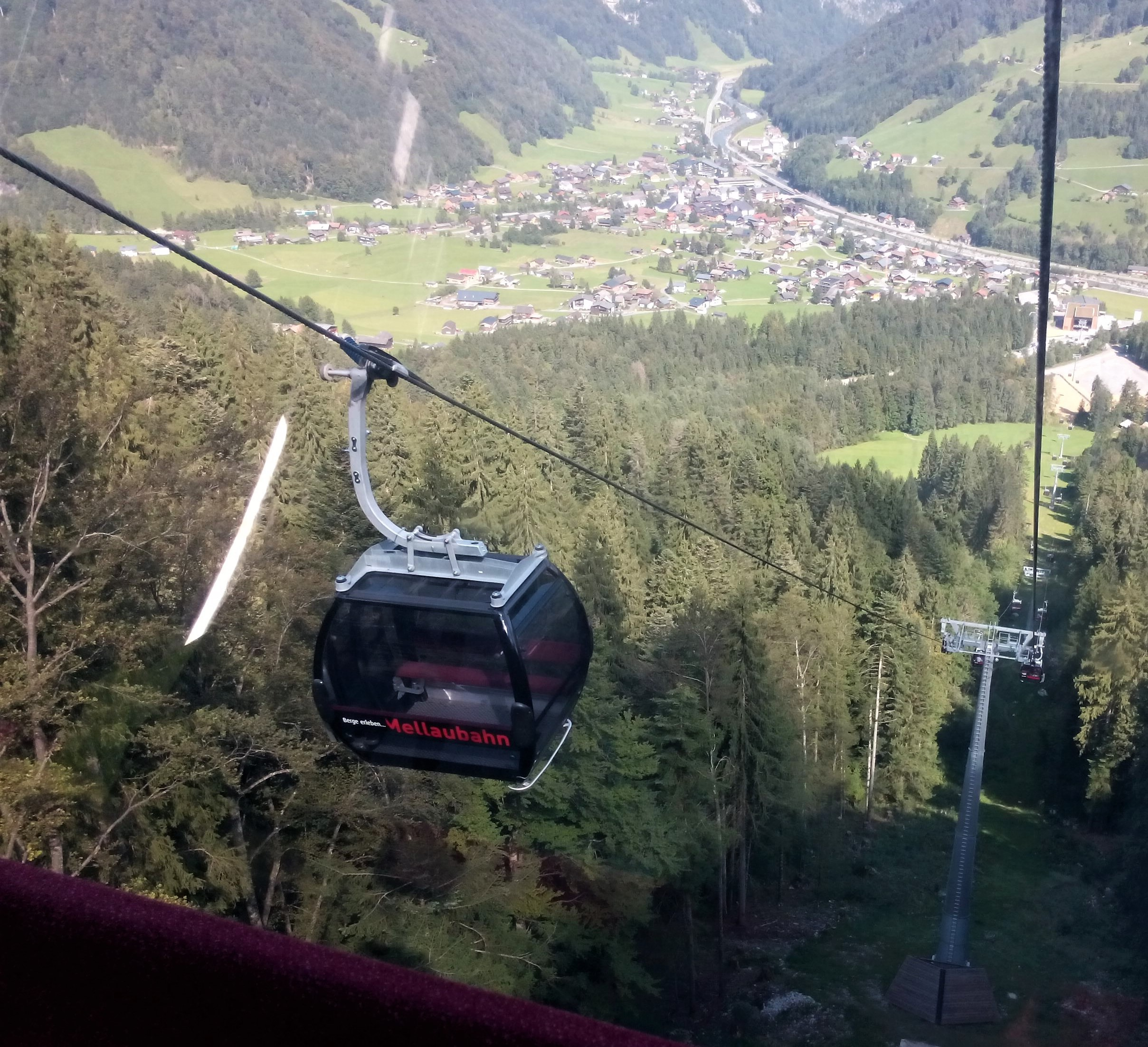
Neue Mellaubahn im September 2016

- Ausrichtung der Anlage: weitgehend von Nord (Talstation) nach Süd (Bergstation)
- Seilhöhe in der Talstation: 716 m
- Seilhöhe in der Bergstation: 1396 m
- Höhenunterschied: 680 m
- Betriebslänge (schräge Länge): 2041,90 m
- Stützen: 13
- Förderseildurchmesser: 50 mm
- Gewicht Förderseil: 50 Tonnen
- Fahrbetriebsmittel: 76
- Fassungsvermögen Fahrbetriebsmittel: 10 Personen
- Nennfahrgeschwindigkeit 6 m/s
- Fahrtzeit: ca. 6 Minuten
- größte Förderleistung je Stunde und Richtung: 3146 Personen.

### Technische Daten der alten Anlage
Der alte und 2015 ersetzte 4er-Gondelbahn wurde 1972 von der Fa. Doppelmayr errichtet.
- Ausrichtung der Anlage: weitgehend von Nord (Talstation) nach Süd (Bergstation)
- Seilhöhe in der Talstation: 713 m
- Seilhöhe in der Bergstation: 1394 m
- Höhenunterschied: 681 m
- Betriebslänge (schräge Länge): 2080 m
- Stützen: 23
- Spanneinrichtung: Talstation (Gewicht)
- Antriebsstation: Bergstation (elektrisch)
- mittlere Neigung: 35,80 %
- größte Neigung: 91,40 %
- Fahrbetriebsmittel (von CWA): 90+2
- Fassungsvermögen Fahrbetriebsmittel: 4 Personen
- Nennfahrgeschwindigkeit 4 m/s
- Fahrtrichtung: gegen den Uhrzeigersinn
- Fahrtzeit: ca. 9 Minuten
- größte Förderleistung je Stunde und Richtung: 1072 Personen
- Beförderungen / Jahr im letzten Betriebsjahr (2014/2015): 730.032 Personen
- letzter großer Umbau: 1982
- Stilllegung der Anlage: Frühjahr 2015.

## Skigebiet
Im Skigebiet Damüls Mellau sind zwei Gondelbahnen, 15 Sesselbahnen, zwei Schlepplifte, vier Übungslifte, zwei Seillifte und sechs Förderbänder in Verwendung.